# Альберт Брокколі
Альберт Ромоло Брокколі (5 квітня 1909 — 27 червня 1996, прізвисько «Каббі») — американський кінопродюсер. За життя зробив понад 40 кінофільмів. Більшість з них були зняті у Великий Британії на студії Pinewood . Співзасновник компаній Warwick Films (припинила існування у 1962 році), Danjaq та Eon Productions (працюють донині). Брокколі є найбільш відомий як засновник серії фільмів про Джеймса Бонда, та продюсер більшості з них. Започаткувавши серію разом із продюсером Гаррі Зальцманом, вони розвили її з рівня низькобюджетних фільмів до коштовних касових стрічок. Спадкоємці Брокколі продовжують створювати нові фільми про Бонда й донині.

## Раннє життя
Брокколі народився в районі Квінз, у Нью-Йорку. Альберт був молодшим з двох дітей іммігрантів з регіону Калабрія в Італії Джованні Брокколі та Крістіни Венс. Своє прізвисько «Каббі» він отримав після того, як його двоюрідний брат, мафіозі Пет ДіСікко, почав називати його «Кабібл», за іменем популярного персонажу мультфільмів. Зрештою, прізвисько скоротилось до «Каббі». Пізніше, родина придбала ферму в Сміттауні, у Лонг-Айленді, штат Нью-Йорк поблизу своїх родичів ДіСікко.
Пізніше родина переїхала до Флориди, а після смерті його батька Джованні Брокколі Альберт переїхав жити до своєї бабусі назад у Квінз. Працюючи на кількох роботах (в тому числі виробником шкатулок), Брокколі почав свій шлях у кіноіндустрії: працював технічним помічником на зйомках фільму Говарда Г'юза «Поза законом» (1941). Після зйомок, Говарда Г'юза на все життя залишився другом Альберта. Врешті, до моменту вступу США у Другу світову війну, Брокколі піднявся до рівня помічника режисера .

## Робота у Великій Британії та створення бондіани
На початку 1950-х років Брокколі переїхав до Лондона, де британський уряд надавава субсидії для фільмів, зроблених у Великій Британії за участю британських акторів та знімальних груп. Разом з Ірвінгом Алленом Брокколі створив кінокомпанію Warwick Films, яка у 1950-х створила серію фінансово успішних фільмів для Columbia Pictures .
Коли Брокколі зацікавився екранізацією книг про Джеймса Бонда письменика Яна Флемінга, виявилось, що права вже належали канадському продюсеру Гаррі Зальцману, який давно хотів зайнятись великим кіно, після того як спродюсував створив кілька маловідомих фільмів та п'єс. Коли Брокколі та Зальцмана познайомив їх спільний друг, сценарист Вольф Манковіц, Зальцман відмовився продавати права, але погодився співпрацювати з Брокколі та спільно продюсувати фільми. Це призвело до створенн компанії Eon Productions та її материнського холдингу компанії Danjaq, яка була названа на честь імен дружин Брокколі та Зальцмана — Дани та Жаклін.
Зальцман і Брокколі створили перший фільм про Бонда «Доктор Ноу» у 1962 році. Другий фільм про Бонда " «З Росії з любов'ю» мав проривний успіх. Відтоді у фільмах про Бонда почали зростати бюджети, разом з амбіціями їх творців. Завдяки збільшенню акторського складу, коштовним трюкам та спецефектам, а також зйомкам в екзотичних місцях, серііл перетворився на основний проєкт Брокколі. В цей час, Альберт зробив єдину помітну спробу створити кіно не про Бонда — екранізацію роману Яна Флемінга«Chitty Chitty Bang Bang» у 1968 році. Через юридичні суперечки щодо прав на деталі сюжету, Брокколі передав продюсерське крісло четвертого фільму про Бонда «Кульова блискавка» Кевіну Макклорі. Тим не менш, до середини 1960-х років Брокколі вклав майже всі свої сили в серію фільмів про Джеймса Бонда.
Водночас Гаррі Зальцман займався й іншими проєктами, крім Бонда. Відомою стала трилогія шпигунських фільмів за мотивами романів про Гаррі Палмера письменика Лена Дейтона. Ці стрічки відризнялись від фільмів про Джеймса Бонда більшим реалізмом, а роль Гаррі Палмера зіграв Майкл Кейн. Зальцман та Брокколі також мали суперечки щодо зобов'язань Зальцмана. Врешті-решт, Зальцман залишив Danjaq та Eon Productions після низки власних фінансових провалів. Це надало Альберту Брокколі максимальний контроль над проєктов. Відтоді й до його смерті Брокколі, вступні титрі в фільмах про Бонда починались словами «Альберт Р. Брокколі представляє». З 1970-х років фільми про Бонда стали більш розважальними та слабшими за сюжетом, а також менш успішними серед критиків. Завядки тому, що серія відзначалась фірменими «візитівками» та внутрішніми традицями, фільми про Бонда продовжував сподобатися глядачам, та робити хорошу касу.

## Родина
Брокколі був одружений тричі. У 1940 році, у віці 31 року, він одружився з актрисою Глорією Блонделл, молодшою сестрою Джоан Блонделл . Згодом вони розлучились у 1945 році не маючи дітей. У 1951 році він одружився з Недрою Кларк, вдовою співака Бадді Кларка. Подружжя дізналось, що ніколи не зможуть мати дітей. Вони усиновили сина Тоні Брокколі, після чого Недра завагітніла. Вона померла ц 1958 році, незабаром після народження їх дочки Тіни. У 1959 році Брокколі одружився з актрисою та пісьменицею Даною Вілсон (дівоче призвище Натол; 3 січня 1922 — 29 лютого 2004). У них народилася донька Барбара Брокколі. Альберт Брокколі всиновив її сина-підлітка, Майкла Г. Вільсона. Діти росли на знімальних майданчиків фільмів про Бонда, а вплив третьої дружини Брокколлі його управлінські рішення згадується у багатьох неофіційних розповідях.
 Майкл Г. Вільсон врешті став співпродюсером та співсценарістом фільмів про Джеймса Бонда. У свою чергу, Барбара Брокколі з 1980-х років працювала у кінобізнесі під керівництвом свого батька на кількох посадах. Майкл та Барбара стали співпродюсерами фільмів про Бонда після смерті Альберта.
- У 1981 році Брокколі був удостоєний нагороди імені Ірвінга Г. Талберга за досягнення у кіно. Нагороду вручив на церемонії Оскар у 1982 року тогочасний виконавець ролі Джеймса Бонда Роджер Мур. У 1990 році у Брокколі отримав зірку Голлівудській алеї слави (як Каббі Брокколі).
- Автобіографія була опублікована посмертно в 1999 році під назвою Коли сніг розтане: автобіографія Каббі Брокколі (ISBN 978-0-7522-1162-6).
- Наприкінці фільму «Завтра не помре ніколи» (1997) є згадка про те, що фільм присвячується Альберту — «В пам'ять про Альберта Р. (Каббі) Брокколі».
- Театр Альберта і Дани Брокколі — один із трьох, входить до Школи кінематографічних мистецтв Університету Південної Каліфорнії

## Смерть
Брокколі помер у своєму будинку у Беверлі-Гіллз у 1996 році у віці 87 років від серцевої недостатності . Раніше того ж року він пройшов потрійне шунтування серцю. Брокколі поховали у саркофазі на Форест-Лоун — кладовищі на Голлівудських пагорбах у Лос-Анджелесі після поминальної меси в церкві Доброго Пастиря, у Беверлі-Гіллз.
Одна з традицій фільмів про Бонда, яку ввів Брокколі — кожен фільм про Джеймса Бонда, створений Eon Productions у початкових титрах згадує Яна Флемінга Навіть коли фільм не містив зв'язку з жодним романом Флемінга, крім титульного персонажа. Родина Брокколів вирішила, що всі наступні фільми про Бонда повинні носити ім'я Брокколі. Тому всі фільми про Бонда починаючи з «Завтра не помре ніколи» починаються із титру «Компанія Альберта Р. Брокколі Eon Productions представляє».

## Фільмографія

### Спродюсовано разом з Гаррі Зальцманом
- Доктор Ноу (1962)
- З Росії з любов'ю (1963)
- Голдфінгер (1964)
- Живеш лише двічі (1967)
- На секретній службі Її Величності (1969)
- Діаманти залишаються назавжди (1971)
- Живи та дай померти (1973)
- Людина із золотим пістолетом (1974)

### Виконавчий продюсер разом із Гаррі Зальцманом
- Кульова блискавка (1965) (продюсер Кевін Макклорі)

### Продюсер (соло)
- Червоний берет (1953)
- Стріляй униз (1957)
- Суд над Оскаров Уайльдом (1960)
- Джазовий човен (1960)
- Називай мене Бвана (1963)
- Чих-Чих-Бум-Бум (1968)
- Шпигун, який мене кохав (1977)
- Місячний гонщик (1979)
- Тільки для ваших очей (1981)
- Восьминіжка (1983)

### Спродюсовано разом з Майклом Г. Вільсоном
- Вид на вбивство (1985)
- Живі вогні (1987)
- Ліцензія на вбивство (1989)

### Консультант
- Золоте око (1995)

### Камео
- Стріляй униз (1957) — продавець наркотиків
- Місячний гонщик (1979) — турист у Венеції з дружиною Даною Брокколі

## Дивиться також
- Ян Флемінг
- Джеймс Бонд